# Abdoul Abdouraguimov
Abdoul Abdouraguimov , né le 1er août 1995 dans la ville de Nizhny Dzhengutay au Daghestan (Russie), est un pratiquant franco-russe d'arts martiaux mixtes et ceinture noire de Jiu-jitsu brésilien. Il est issu de l'ethnie Koumyk. Il est l'ancien double champion welterweight et middleweight de l'ARES Fighting Championship.
Il représente le club de jiu-jitsu Brésilien De la riva Nantes (Beto Ramos). Il combat actuellement dans l'organisation PFL mma.
Actuellement classé 35e Middleweight mondial, il est aussi classé au 71e rang mondial des Welterweights, sa catégorie d'origine selon le site fightmatrix.com.
En mars 2023, il a annoncé avec son préparateur physique Clément Marcou être prêt à combattre chez les Lightweights.

## Biographie

### Jeunesse
À l'âge de 14 ans en 2009, il quitte la Russie. Après un passage par l'Allemagne, il arrive en France, à Nantes plus précisément à la Harlière, quartier Bellevue.
C'est en France qu'il découvre la lutte, puis, plus tard, le jiu-jitsu brésilien et le grappling. Il se tourne ensuite vers le MMA et commence sa carrière professionnelle en 2016.

### Carrière en grappling et Jiu-jitsu Brésilien
Il commence le jiu-jitsu brésilien en novembre 2014. Après seulement deux semaines, son professeur lui délivre la ceinture bleue. Dans la foulée, il gagne sa première compétition européenne avec kimono au Naga (en) Europe.
En 2015, seulement trois mois après son passage en ceinture bleue, il termine 3e du championnat d'Europe IBJJF de jiu-jitsu brésilien à Lisbonne. La même année, il gagne le Championnat d'Europe No-Gi IBJJF à Rome et le Naga Europe en grappling en catégorie Expert.
En 2016 il prend la 3e place au Abu Dhabi World Professional Jiu-Jitsu Championship.
Il est champion de France de jiu-jitsu brésilien et grappling 2015, 2016, 2017, 2018 et 2019. À noter qu'il est invaincu au championnat de France CFJJB depuis 2016.
Il obtient la ceinture noire de jiu-jitsu brésilien de son professeur Béto Ramos après seulement quatre ans et demi de pratique.
En novembre 2019, il gagne le NAGA (en) Europe en expert à Amsterdam. Il remporte la catégorie Super Heavy Weight ainsi que l'absolut.

### Carrière en arts martiaux mixtes
Il commence sa carrière professionnelle en novembre 2016 au tournoi Contenders 33 au 100 % Fight. Il gagne ses deux combats la même soirée par soumission dans le premier round.
Il se révèle en 2017 lors du combat pour le titre des Welterweight de l'organisation 100 % Fight contre un combattant expérimenté, invaincu dans cette organisation et ancien champion mondial du Cage Warior : Gaël Grimaud. Il remporte le combat au 2e round par soumission et devient le nouveau champion de l'organisation.
Il continue son ascension avec trois combats, tous gagnés par soumission au premier round.
En 2017, il est élu espoir de l'année par le site web mma4fight.fr.
En mars 2018, il combat à l'European Beatdown pour la ceinture des Welterweight. Le combat se soldera sur un No-contest à la suite d'une erreur d'arbitrage.
En mai 2018, il affronte un vétéran UFC, Viscardi Andrade (en), pour la ceinture des poids mi-moyens de l'organisation SHC. Il gagne le combat à la décision.
En août 2018, il rejoint l'organisation Brave Combat Federation,. Après deux victoires d'affilée, il affronte le champion en titre des Welterweight, le Jordanien Jarrah Al-Selawe à l'occasion du Brave 23 : Pride and Honor.
Il remporte le combat et devient en avril 2019, le nouveau champion du monde des Welterweight de l'organisation Brave Combat Federation.
Invaincu jusque-là, il perd son premier combat en octobre 2019 contre le même Jarrah Al-Selawe.
En août 2020, il affronte l'anglais Carl booth en Suède pour le Brave CF 38. Il gagne son combat par soumission au premier round. Il enchaine avec une nouvelle victoire au premier round et par soumission en novembre 2020 contre un combattant danois, Louis Glismman.
En juillet 2021, il change de management et rejoint le MMA Factory de Fernand Lopez.
Après un an sans combattre, il affronte le brésilien Luciano Contini lors de l'évènement ARES 2 à Paris. Il s'impose une nouvelle fois par soumission en moins de deux minutes.
En février 2022, il affronte le brésilien Godofredo Pepey lors d'ARES 3 pour la ceinture Welterweight. Il s'impose au premier round par soumission (triangle inversé) en environ deux minutes pour ainsi devenir le champion Welterweight de l'ARES Fighting Championship. En juin 2022, il bat Karl Amoussou par TKO à la fin du premier round, lors de l'ARES 7.
En janvier 2023, il monte de catégorie et affronte le polonais Rafał Haratyk chez les Middleweight lors de l'ARES FC 11. Après avoir remporté le premier round assez largement, il est dominé durant la quasi-totalité du combat, puis s'impose finalement dans la dernière minute grâce à une clé de genou en hyperextension. Il devient par ce biais le champion Middleweight de l'ARES Fighting Championship et par la même occasion le premier à posséder deux ceintures simultanément au sein de l'association.
En août 2023, il signe au PFL et fait ses débuts dans l'organisation le 30 septembre 2023 au Zénith de Paris.

## Palmarès en arts martiaux mixtes
| 20 combats     | 18 victoires | 1 défaites |
| Par KO         | 2            | 1          |
| Par soumission | 12           | 0          |
| Sur décision   | 4            | 0          |
| Sans décision  | 1            | 1          |

| Résultat      | Record | Adversaire                 | Méthode                                    | Événement                                                      | Date              | Round | Temps | Lieu                                              | Notes |
| ------------- | ------ | -------------------------- | ------------------------------------------ | -------------------------------------------------------------- | ----------------- | ----- | ----- | ------------------------------------------------- | --- |
| Victoire      | 18-1-1 | Jack Grant                 | Décision (Partagée)                        | PFL Europe Paris                                               | 7 mars 2024       | 3     | 5:00  | Accor Arena, Paris                                | |
| Victoire      | 17-1-1 | Brad Wheeler               | Soumission (étranglement arrière)          | PFL Europe Paris                                               | 30 septembre 2023 | 1     | 2:43  | Le Zénith Paris - La Villette, Paris              | Combat en poids intermédiaire à 180 lb (82 kg).                                                                      |
| Victoire      | 16-1-1 | Rafal Haratyk              | Soumission (clé de talon)                  | Ares FC 11 - Ares Fighting Championship 11: Abdoul vs. Haratyk | 20 janvier 2023   | 5     | 4:35  | Dôme de Paris - Palais des Sports, Paris          | Début en poids moyen. Devient le champion des poids moyens de l'ARES Fighting Championship. Soumission de la soirée. |
| Victoire      | 15-1-1 | Karl Amoussou              | TKO (Doctor Stoppage)                      | Ares FC 7: Abdoul vs. Amoussou                                 | 25 juin 2022      | 1     | 5:00  | Dôme de Paris - Palais des Sports, Paris          | Défend le titre des poids mi-moyens de l'ARES Fighting Championship. Performance de la soirée.                       |
| Victoire      | 14-1-1 | Godofredo Pepey (en)       | Soumission (étranglement triangle inversé) | Ares 3 - ARES Fighting Championship                            | 4 février 2022    | 1     | 2:05  | Dôme de Paris - Palais des Sports, Paris          | Devient le champion des poids mi-moyens de l'ARES Fighting Championship.                                             |
| Victoire      | 13-1-1 | Luciano Contini            | Soumission (étranglement arrière)          | Ares 2 - ARES Fighting Championship                            | 11 décembre 2021  | 1     | 1:57  | Palais des sports Marcel-Cerdan, Levallois-Perret | |
| Victoire      | 12-1-1 | Louis Glismann             | Soumission (étranglement triangle de bras) | Brave CF 44 - Brave Combat Federation 44                       | 5 novembre 2020   | 1     | 2:50  | National Stadium, Riffa                           | |
| Victoire      | 11-1-1 | Carl Booth                 | Soumission (étranglement Brabo)            | Brave CF 38 - Brave Combat Federation 38                       | 8 août 2020       | 1     | 4:20  | Stockholm                                         | |
| Défaite       | 10-1-1 | Jarrah Hussein Al-Silawi   | RTD (Corner stoppage)                      | Brave CF 27 - Abdouraguimov vs. Al-Selawe                      | 4 octobre 2019    | 3     | 5:00  | Mubadala Arena, Abu Dhabi                         | Perd le titre des poids mi-moyens de la Brave Combat Federation.                                                     |
| Victoire      | 10-0-1 | Jarrah Hussein Al-Silawi   | Decision partagée                          | Brave CF 23 - Pride & Honor                                    | 19 avril 2019     | 5     | 5:00  | Martyr Rashid Al-Ziyoud Hall, Amman               | Devient champion des poids mi-moyens de la Brave Combat Federation.                                                  |
| Victoire      | 9-0-1  | Rodrigo Cavalheiro Correia | Décision                                   | Brave CF 17 - Cavalheiro vs. Abdouraguimov                     | 27 octobre 2018   | 3     | 5:00  | Nishtar Park Sports Concert, Lahore               | |
| Victoire      | 8-0-1  | Sidney Wheeler             | TKO (coups de poing)                       | Brave 14 - Morocco                                             | 18 août 2018      | 1     | 3:20  | Omnisports Indoor Club of Tangier, Tanger         | |
| Victoire      | 7-0-1  | Viscardi Andrade (en)      | Décision                                   | SHC 12 - Strength & Honor Championship 12                      | 5 mai 2018        | 3     | 5:00  | Suisse                                            | Devient le champion des poids mi-moyens du Strength & Honor Championship[réf. nécessaire].                           |
| Sans décision | 6-0-1  | Georges Eid                | No contest (Annulé par WKBMOO)             | EBD 3 - European Beatdown 3                                    | 17 mars 2018      | 1     | N/A   | Mons.arena, Mons                                  | Pour le titre des poids mi-moyens de l'European Beatdown.                                                            |
| Victoire      | 6-0-0  | Tanauzu Ruiz               | Soumission (étranglement arrière)          | SA 1 - Slam Arena 1                                            | 2 décembre 2017   | 1     | 3:31  | Gran Canaria Arena, Las Palmas de Grande Canarie  | |
| Victoire      | 5-0-0  | Aleko Sagliani             | Soumission (étranglement arrière)          | Hit-FC - Hit Fighting Championship 4                           | 21 octobre 2017   | 1     | 1:39  | Schinzenhof Horgen, Zurich                        | Devient le champion des poids mi-moyens du Hit Fighting Championship.                                                |
| Victoire      | 4-0-0  | Nayeb Hezam                | Soumission (étranglement anaconda)         | Capital Fights 2                                               | 19 mai 2017       | 1     | N/A   | Paris                                             | |
| Victoire      | 3-0-0  | Gael Grimaud               | Soumission (étranglement triangle de bras) | 100 % Fight 29 - Killer Instinct                               | 17 mars 2017      | 2     | 4:10  | Halle Georges-Carpentier, Paris                   | Devient le champion des poids mi-moyens du 100% Fight.                                                               |
| Victoire      | 2-0-0  | Sofiane Aïssaoui           | Soumission (étranglement arrière)          | 100% Fight: Contenders 33                                      | 26 novembre 2016  | 1     | 2:21  | Centre sportif Max-Rousié, Paris                  | Finale du tournoi des poids mi-moyens du 100% Fight.                                                                 |
| Victoire      | 1-0-0  | Adrien Moreira             | Soumission (étranglement anaconda)         | 100% Fight: Contenders 33                                      | 26 novembre 2016  | 1     | 2:57  | Centre sportif Max-Rousié, Paris                  | Demi-finale du tournoi des poids mi-moyens du 100% Fight.                                                            |

## Filmographie
- 2024 : La Cage de Franck Gastambide: lui-même [23]